# اسلوپ الان
اسلوپ الان (به انگلیسی: French sloop Elan) یک کشتی بود که طول آن ۷۸٫۳۰ متر (۲۵۶ فوت ۱۱ اینچ) بود. این کشتی  در سال ۱۹۳۸ ساخته شد.